# WayVision
《WayVision》是中國男子偶像組合WayV的首部韓國真人秀綜藝。節目中七位成員化身記者親自製作屬於自己的電視節目，傳達7人7色的3天2夜江原道旅行記的內容並展開“最佳頻道”的競爭。該節目由SM C&C和Seezn製作，該節目從2020年9月21日開始每週一、二韓國時間下午6時通過韓國Seezn公開，泰國TrueID也將同時播出。

## 節目成員
| 姓名   | 出生日期       | 頻道負責     |
| ------ | -------------- | ------------ |
| 錢錕   | 1996年1月1日   | 空中活動頻道 |
| 李永欽 | 1996年2月27日  | 衝浪頻道     |
| 董思成 | 1997年10月28日 | 快艇頻道     |
| 黃旭熙 | 1999年1月25日  | 美食頻道     |
| 肖俊   | 1999年8月8日   | 室內活動頻道 |
| 黃冠亨 | 1999年9月28日  | 美食頻道     |
| 劉揚揚 | 2000年10月10日 | 水中活動頻道 |

## 外部連結
- 泰国TrueID官方網站 （页面存档备份，存于）（泰文）